# Apia
|  | No s'ha de confondre amb Apià. |

Apia és la capital de l'estat insular de Samoa. Està situada a la costa nord de l'illa d'Upolu, en un port natural a la desembocadura del riu Vaisigano. Al sud de la ciutat s'estén una estreta plana costanera, al peu del mont Vaea, de 472 metres d'altitud.
Apia tenia 38.836 habitants segons el cens del 2001, que pujaven fins a 60.734 dins l'aglomeració urbana. Apia és l'única ciutat i el port més important de tot l'estat, des d'on s'exporta peix i copra i s'importa cotó, vehicles, carn i sucre com a productes principals. Des del port surten els ferris cap a Tokelau i la Samoa Nord-americana. El petit aeroport de Fagali'i s'utilitza per a vols interiors i alguns d'internacionals cap a Pago Pago, a la Samoa Nord-americana, mentre que l'aeroport internacional de Faleolo es troba lluny de la ciutat, a uns 40 minuts amb cotxe en direcció oest.
Mulinu'u, l'antiga capital cerimonial, es troba al final d'un promontori a l'oest de la ciutat, i allà s'aixeca el Parlament (Fale Fono) i l'antic observatori, avui dia estació meteorològica. En un tros de terra guanyada al mar, que s'endinsa a les aigües del port, hi ha la seu de l'edifici de les oficines del Govern i del Banc Central de Samoa. Al centre de la ciutat hi ha una torre del rellotge erigida com a memorial de guerra.
Apia té un bon nombre d'edificis de pisos de construcció recent, però encara conserva algunes cases tradicionals samoanes (fale) i els típics edificis colonials de fusta, repartits per tota la ciutat, el més notable dels quals és el remodelat Palau de Justícia, amb el museu al pis de dalt. El nou mercat (Maketi Fou) està una mica terra endins, a Fugalei, on es troba més protegit dels efectes dels ciclons.
L'escriptor Robert Louis Stevenson va passar els últims quatre anys de la seva vida a Apia i és enterrat al mont Vaea, mirant cap a la ciutat i cap a la casa que es va fer construir, "Vailima", actualment un museu dedicat a ell.